# Erich Raeder
 (novembre 2009).
Si vous disposez d'ouvrages ou d'articles de référence ou si vous connaissez des sites web de qualité traitant du thème abordé ici, merci de compléter l'article en donnant les références utiles à sa vérifiabilité et en les liant à la section « Notes et références ».
Erich Raeder, né le 24 avril 1876 à Wandsbek (région de Hambourg, Empire allemand) et mort le 6 novembre 1960 à Kiel, est un militaire allemand, qui a servi dans la Marine de son pays au cours de la Première et de la Seconde Guerre mondiale.
Officier général de la Reichsmarine pendant l'entre-deux-guerres, puis de la Kriegsmarine dès sa création par le Troisième Reich, il atteint le plus haut rang de la hiérarchie militaire navale, celui de Großadmiral, en 1939. Il est le commandant en chef de la Kriegsmarine jusqu'à son remplacement au début de l’année 1943 par Karl Dönitz. Il est condamné à la prison à vie au procès de Nuremberg puis est libéré en 1955, à près de 80 ans, pour raisons médicales.

## Débuts

### Jeunesse et débuts dans la Marine
Erich Raeder naît en 1876, dans une famille de la classe moyenne de Wandsbek (province du Schleswig-Holstein au sein de l'Empire allemand), et élevé par un père enseignant. Il rejoint la Kaiserliche Marine en 1894, juste après avoir fini ses études secondaires, progresse rapidement dans la hiérarchie militaire et sert même comme officier du yacht de Guillaume II, le SMY Hohenzollern. Il accompagne le prince Henri de Prusse en audience auprès de l'empereur de Chine Kouang-Hsou (Guangxu) et de sa tante l'impératrice Tseu-Hi (Cixi) en 1898 à Pékin. En 1912, il devient chef d'état-major de l'amiral Franz Hipper.

### Première Guerre mondiale et années 1920

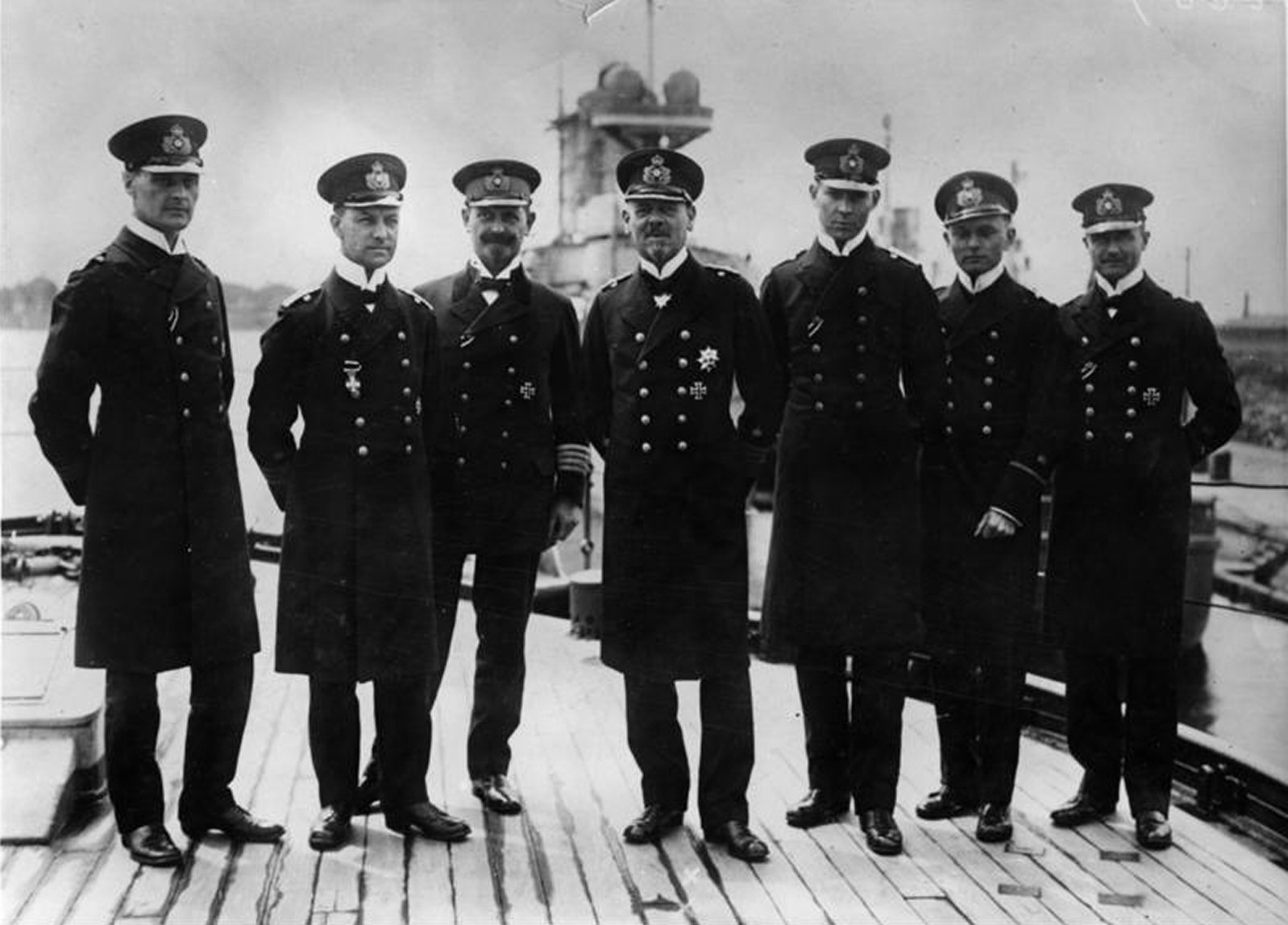
Erich Raeder (2e à partir de la gauche) fait partie de l'état-major du vice-amiral Franz von Hipper (au centre), 1916.

Durant la Première Guerre mondiale, il participe aux combats de la bataille du Dogger Bank en 1915, ainsi qu'à la bataille du Jutland en 1916, affrontant chaque fois la Royal Navy.
Après-guerre, Erich Raeder bénéficie de promotions régulières.
En 1922, il devient Konteradmiral, puis Vizeadmiral en 1925.
Il est nommé Admiral en octobre 1928 et devient du même coup commandant en chef de la Reichsmarine, la marine réduite conformément au traité de Versailles, pour la république de Weimar.

### Redressement de la Marine allemande
Bien que très sceptique quant à l'idéologie nationale-socialiste[réf. souhaitée], il se rallie à Hitler à la suite de la décision de celui-ci de réarmer l'Allemagne, en 1933.

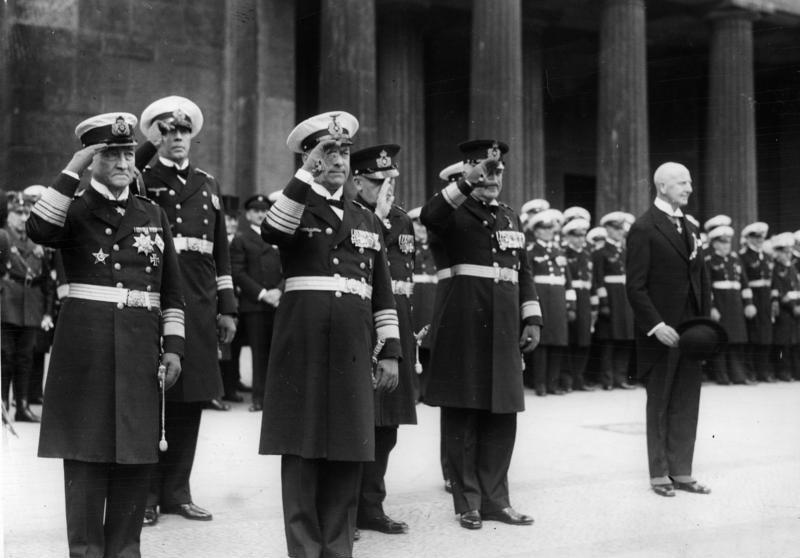
Raeder (au centre) en mai 1935.

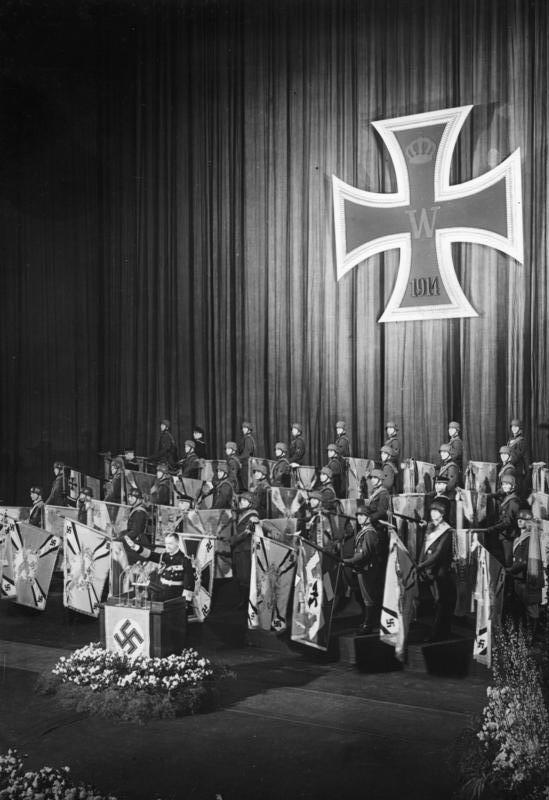
Raeder à la tribune en 1939.

Il devient alors l'un des artisans du renouveau de la marine allemande, notamment avec le traité naval germano-britannique et le plan Z de 1935 où sa préférence pour une flotte de surface l'emporte sur le choix d'une flotte principalement sous-marine, défendu, par exemple, par l'amiral Karl Dönitz.
Ses efforts pour rétablir la puissance maritime allemande sont toutefois entravés par les priorités budgétaires attribuées à la Heer (armée de terre) et à la Luftwaffe (armée de l'air).
Il rejoint en avril 1936 le cabinet de Hitler en tant que commandant en chef de la Kriegsmarine. En 1939, Hitler le nomme Großadmiral de la Kriegsmarine. Il devient le premier récipiendaire de ce titre prestigieux depuis Alfred von Tirpitz.

## Seconde Guerre mondiale
Après la campagne de Pologne, il est l'un des rares commandants à soutenir l'idée d'une offensive à l'ouest : il souhaite en effet la conquête des littoraux normands et bretons pour servir de bases à sa marine contre le Royaume-Uni.

### Invasion du Danemark et de la Norvège
C'est en tant que commandant en chef des forces navales qu'il conseille à Hitler l’invasion de la Norvège et du Danemark[réf. nécessaire]. Il souhaite en effet sécuriser les routes d'approvisionnement en fer venant de Suède, vitales pour la construction des gros cuirassés du type Bismarck. Il s'agissait en outre de contrer l'installation d'hypothétiques bases franco-britanniques dans la région. Enfin, les fjords de Scandinavie permettaient de protéger efficacement les navires à l'ancrage. L'invasion, baptisée « opération Weserübung », est préparée, outre Raeder, par les chefs de l'OKW (Haut Commandement de la Wehrmacht), les généraux Jodl et Keitel, ainsi que par Hitler lui-même, de janvier à avril 1940[réf. nécessaire]. L'action est déclenchée le 9 avril 1940 et s’avère un succès. Même si la Wehrmacht souffre de pertes importantes, les projets d'implantation français et britannique sont devancés et les objectifs atteints.

### Désaccords sur la conduite de la guerre

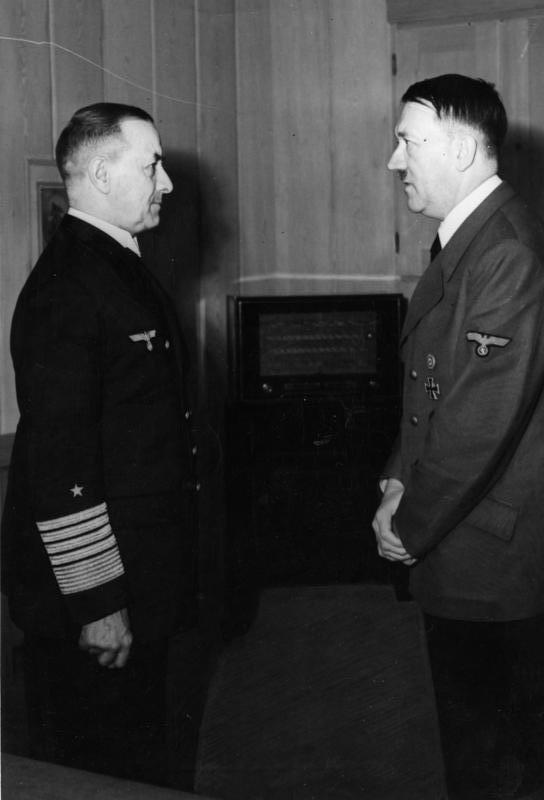
Le 30 janvier 1943 : Hitler reçoit Raeder, âgé de près de 67 ans, pour le remercier et le remplacer par Dönitz à son poste de commandant en chef de la Kriegsmarine ; il lui confère alors le titre honorifique de Admiralinspekteur der Kriegsmarine (amiral-inspecteur de la Marine de guerre).

Raeder s'oppose rapidement aux projets de Hitler sur la question des objectifs militaires[réf. nécessaire]. À une invasion du Royaume-Uni (opération Seelöwe) nécessitant un affrontement frontal avec la toute puissante flotte britannique, Raeder préfère, cette fois, une stratégie plus transversale passant par le développement de petites unités et de sous-marins. Il note d'ailleurs dans son journal que tout ce que pouvaient faire les cuirassés était de mourir vaillamment.
Par ailleurs, il privilégie une stratégie axée sur le théâtre méditerranéen, avec comme objectif le renforcement de la présence allemande en Afrique du Nord et au Proche-Orient. Il est convaincu que la capture de bases britanniques stratégiques telles que Malte, Gibraltar et le canal de Suez porterait un coup décisif, voire funeste à l'Empire britannique[réf. nécessaire]. Il aurait expliqué au Führer que la prise de contrôle de l'Égypte et de son canal serait encore plus terrible pour l'Empire britannique que la capture de Londres elle-même.
Le déclenchement de l'opération Seelöwe est sans cesse repoussé puis annulé, du fait entre autres de l'incapacité de Göring à obtenir la maîtrise de l'air, prérequis au lancement de la phase navale du plan.

### Perte d'influence
Hitler envisage une attaque contre l'URSS de Staline au printemps 1941. Raeder s'oppose très vivement à cette idée et tente de mettre en garde Hitler contre le danger d'envahir une nation aussi vaste[réf. nécessaire]. Le choix de Hitler d'engager l'opération Barbarossa traduit la perte d'influence du grand-amiral.
Les défaites de la marine de surface, notamment avec la perte du cuirassé Bismarck au printemps 1941 et l’échec de la bataille de la mer de Barents les derniers jours de 1942, jouent contre lui, ainsi que — paradoxalement — l’efficacité de la flotte sous-marine dirigée par l'amiral Karl Dönitz. Ainsi le 30 janvier 1943, Erich Raeder, âgé de près de 67 ans, est remplacé par Dönitz, élevé pour l'occasion au rang de Großadmiral. Raeder quant à lui est nommé Admiralinspekteur der Kriegsmarine en français : « amiral-inspecteur de la Marine », un poste inexistant dans la structure et en conséquence purement honorifique.
Erich Raeder passe la fin de la guerre à l'écart du pouvoir. Craignant qu'on le soupçonne d'être impliqué dans l’attentat du 20 juillet 1944, il se rend immédiatement à la Wolfsschanze assurer personnellement Hitler de sa totale loyauté[réf. nécessaire].

## Suites de la guerre

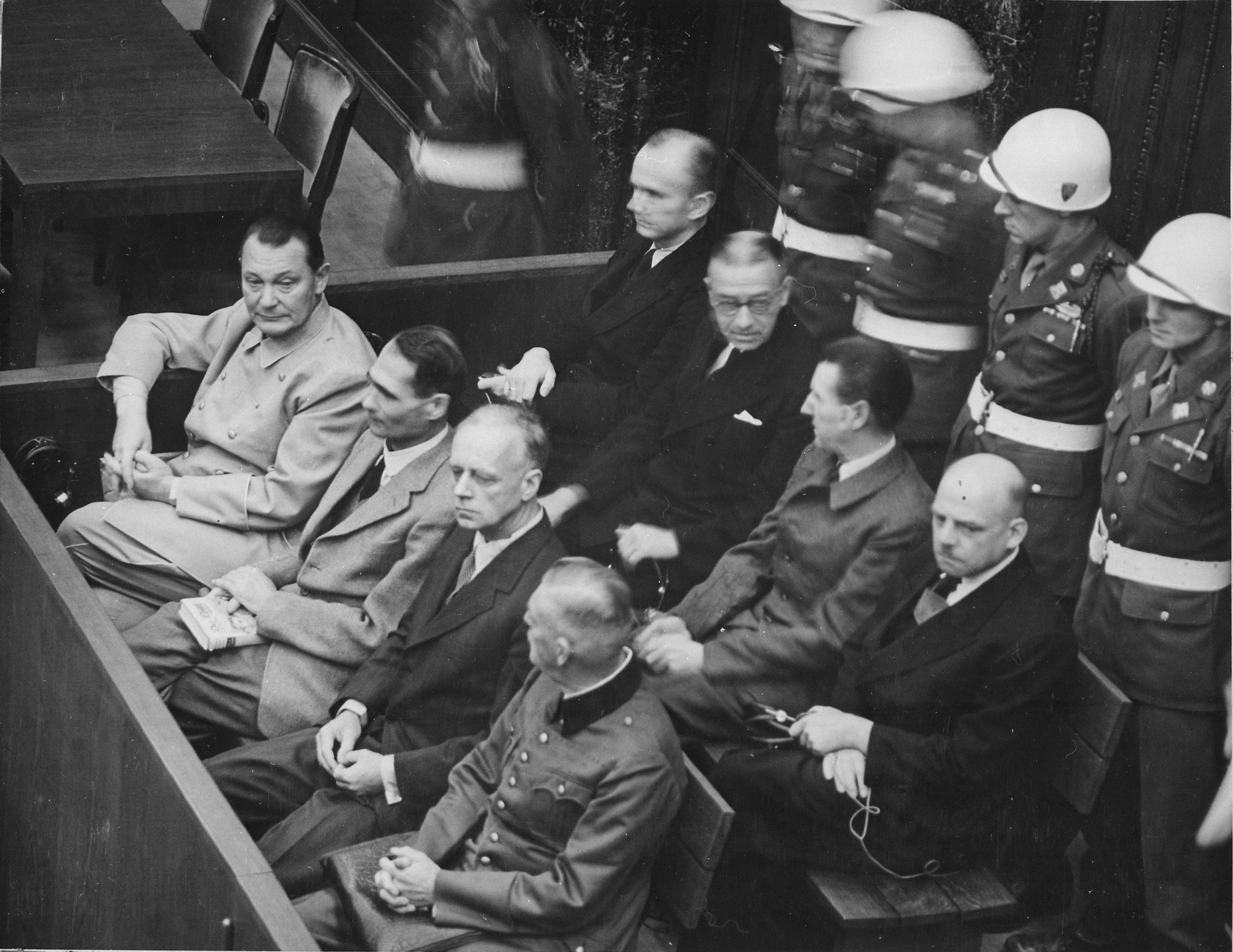
Procès des principaux responsables politiques et militaires du Reich à Nuremberg, 1946. Au premier rang, de gauche à droite : Göring, Hess, Ribbentrop, le maréchal Keitel ; au second rang : les deux amiraux Dönitz et Raeder, Schirach, Sauckel.
D’autres procès ont suivi.

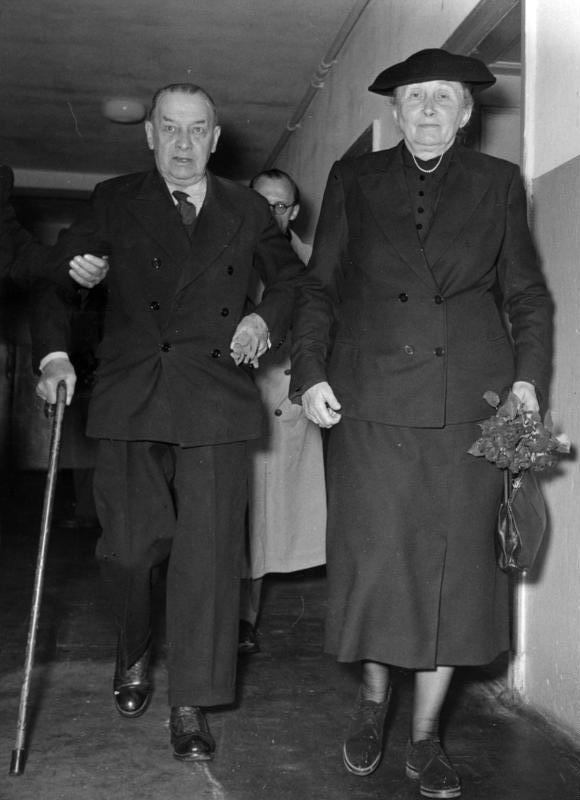
Raeder à sa sortie de prison en 1955, accompagné de sa femme.

À la fin de la guerre, Erich Raeder est capturé par les Soviétiques. Il comparaît au tribunal de Nuremberg en 1946.
L'accusation parvient à démontrer que le réarmement de la marine allemande commencé par Raeder était une violation du traité de Versailles et faisait donc bien partie d'un complot en vue de commettre un crime contre la paix. De plus, étant donné que la Norvège et le Danemark avaient annoncé leur souhait de demeurer neutres dans le conflit, l'opération Weserübung constitue un crime contre la paix. Ces deux pays ne s'étaient, en effet, en aucune façon montrés hostiles à l'encontre du Troisième Reich. Enfin, l'« ordre Laconia » donné par son second, l'amiral Dönitz, visant à interdire aux sous-marins de secourir les naufragés, est déclaré  constitutif de crime de guerre. Les grands amiraux, qui ont plaidé non coupables, présentent pour leur défense une lettre officielle de l'amiral Chester Nimitz attestant que l'United States Navy avait appliqué des ordres similaires.
Le grand-amiral Raeder est jugé coupable des trois chefs d'accusation de plan concerté ou complot, crime contre la paix, et crime de guerre. Le 1er octobre 1946, il est condamné à la détention à perpétuité. Dans son pourvoi, Raeder demande à être fusillé plutôt que de purger une peine d'emprisonnement à vie. Son pourvoi est rejeté par le conseil de contrôle le 10 octobre 1946.
Il purge sa peine à la prison de Spandau jusqu'au 26 septembre 1955, date à laquelle il est libéré pour raisons médicales.
Il s'installe alors dans la ville de Lippstadt, en Rhénanie-du-Nord-Westphalie, où il écrit son autobiographie Mein Leben publiée en 1956.
Erich Raeder meurt à Kiel, le 6 novembre 1960. Il est enterré au Nordfriedhof de la ville auprès de son épouse Erika morte l'année précédente.

## Résumé de sa carrière militaire
Entre parenthèses, sont mentionnés les grades équivalents en France, dans la Marine.
| Seekadett            | (élève-officier)                                                              | 13 mai 1895       |
| Fähnrich zur See     | (aspirant)                                                                    | 25 octobre 1897   |
| Leutnant zur See     | (enseigne de vaisseau de 2e classe)                                           | 1er janvier 1899  |
| Oberleutnant zur See | (enseigne de vaisseau de 1re classe)                                          | 9 avril 1900      |
| Kapitänleutnant      | (lieutenant de vaisseau)                                                      | 21 mars 1905      |
| Korvettenkapitän     | (capitaine de corvette)                                                       | 15 avril 1911     |
| Fregattenkapitän     | (capitaine de frégate)                                                        | 26 avril 1917     |
| Kapitän zur See      | (capitaine de vaisseau)                                                       | 29 novembre 1919  |
| Konteradmiral        | (contre-amiral)                                                               | 1er août 1922     |
| Vizeadmiral          | (vice-amiral)                                                                 | 10 septembre 1925 |
| Admiral              | (vice-amiral d'escadre)                                                       | 1er octobre 1928  |
| Generaladmiral       | (amiral)                                                                      | 20 avril 1936     |
| Großadmiral          | (grade inexistant en France, à rapprocher du grade vacant d'amiral de France) | 1er avril 1939    |

## Décorations
- Croix de fer (1914)
  - 2e classe (19 novembre 1914)[5]
  - 1re classe (18 février 1915)[5]
- Ordre de l'Aigle rouge 4e classe (22 juin 1907)[5]
- Croix de chevalier d'honneur 2e classe avec couronne d'argent de l'ordre du Mérite du duc Pierre-Frédéric-Louis (17 septembre 1907)[5]
- Chevalier de la couronne de l'ordre de l'Aigle rouge 4e classe (5 septembre 1911)[5]
- Croix de commandeur de l'ordre de François-Joseph (16 septembre 1911)[5]
- Croix de commandeur de l'ordre du Sauveur grec (14 mai 1912)[5]
- Croix d'honneur pour combattants 1914-1918 (9 octobre 1934)
- Insigne d'honneur en or du parti nazi (30 janvier 1937)
- Ordre des Saints-Maurice-et-Lazare : grand-croix (20 septembre 1937)
- Ordre du Soleil levant (9 novembre 1937)
- Agrafe de la croix de fer (1939) 
  - 2e classe
  - 1re classe
- Croix de chevalier de la croix de fer
  - Croix de chevalier le 30 septembre 1939 en tant que  Großadmiral et Oberbefehlshaber der Kriegsmarine[6]
- Ordre de Michel le Brave, Roumanie
  - 1re, 2e et 3e classes (14 octobre 1941)[5]
- Grand-croix de l'ordre de la croix de la Liberté, Finlande (25 mars 1942)[5]